# 天主教中華殉道聖人堂 (萬錦市)
天主教中華殉道聖人堂是加拿大安大略省萬錦市的一座華人天主教堂，最初位於士嘉堡。該堂為大多倫多地區第二座華人天主教堂，以19至20世紀期間的中華殉道聖人命名。

## 外部連結
- 官方网站

43°50′30″N 79°16′07″W / 43.84165°N 79.26872°W